# Jan Quast
Jan Quast, född den 9 januari 1970 i Rostock, Tyskland, är en tysk boxare som tog OS-brons i lätt flugviktsboxning 1992 i Barcelona. I semifinalen förlorade han mot bulgariske Daniel Petrov med 9-15.